# Compte Nostro ou Vostro
Un compte Nostro ou Vostro est un compte bancaire lié à une relation en général exclusivement interbancaire.

## Origine
Il est bon de se rappeler que le terme de compte fait référence à une liste de transactions, qu’elle soit actuelle, passée ou future, et qu’elle soit libellée en monnaie, en titres ou en tout autre produit. À l’origine, un compte bancaire n’était que l’enregistrement gardé par un banquier de l’argent qu’il conservait pour le compte d’un client, et de la manière dont cet argent évoluait au fur et à mesure que le client faisait des dépôts et des retraits (l’argent se matérialisant probablement sous forme d’espèces, comme des pièces d’or ou d’argent).
Certains clients conservent leur propre enregistrement de leurs transactions, par exemple pour détecter les erreurs de la banque. Cet enregistrement tenu par le client est aussi un compte, qui rend compte de l’argent que la banque conserve pour son compte. Lorsque ce client est lui-même une banque, qui gère donc d’autres comptes (sur lesquels se trouvent l’argent qu’ils conservent pour le compte de leurs propres clients), il est nécessaire de pouvoir différencier clairement ces deux types de comptes.
Les termes nostro et vostro lèvent l’ambiguïté potentielle qui pourrait apparaître lorsque l’on fait référence à ces deux différents comptes avec le même solde et le même ensemble de transactions. Du point de vue de la banque :

- Un nostro est un compte de notre argent, tenu par vous ;
- Un vostro est un compte de votre argent, tenu par nous.

Il faut noter que tous les « comptes bancaires », au sens où on l’entend dans le langage courant, y compris les comptes à vue d’individus ou d’entreprises, les prêts, les comptes d’épargne ou encore les comptes-titres, sont considérés comme des vostro par la banque.

## Conventions comptables
Une banque considère un compte nostro avec un solde en débit comme un actif de trésorerie dans son bilan.  Inversement, un compte vostro avec un solde en crédit (c’est-à-dire un dépôt) est un passif, et un vostro avec un solde en débit (un prêt) est un actif. Par conséquent, dans de nombreuses banques, une ligne en crédit sur un compte (« CR ») est considérée comme un mouvement négatif, et une ligne en débit (« DR ») comme un mouvement positif – l’inverse des conventions comptables commerciales habituelles.
Avec l’informatisation de la gestion des comptes, les nostro et les vostro ont juste besoin d’avoir des signes opposés au sein du système comptable d’une banque quelconque ; c’est-à-dire que si un nostro en crédit a un signe positif, alors un vostro en crédit doit avoir un signe négatif. Cela permet de faire une réconciliation par une simple somme de tous les comptes, qui doit valoir zéro (une balance générale) – les prémisses d’une comptabilité en partie double.

## Expressions associées
Un compte loro est un compte bancaire tenu par un établissement de crédit local pour un correspondant étranger pour lequel il enregistre les avoirs et exécute les ordres (et vice-versa). 
Le compte loro permet à l’établissement étranger de déposer et de faire enregistrer ses avoirs en devises chez la banque correspondante de son choix. Cette dernière exécute les opérations de change ordonnées par l'établissement étranger.
- Un loro est notre compte de leur argent, tenu par nous.